# Pythagoras
 Denne artikel omhandler filosoffen ved navn Pythagoras. For formlen om retvinklede trekanter, se Den pythagoræiske læresætning.
Pythagoras fra Samos (født 570 f.Kr., død 495 f.Kr.) var en græsk filosof, mystiker, matematiker, musikteoretiker og musikterapeut. Han er især kendt for den pythagoræiske læresætning.

## Liv
Forældrene: faderen Mnesarkhos, der var sølvsmed og moderen Pythaïs, der var efterkommer af Ancaeus, Samos grundlægger. Pythagoras var elev af Thales og dennes elev Anaximander fra Milet, der havde opfundet et enkelt solur og foregreb Darwins tanker om menneskenes oprindelse og Pherekydes fra Syros, mystikeren, der troede på sjælevandring. I sin ungdom rejste Pythagoras vidt omkring, hvorefter han vendte han hjem til Samos, hvor tyrannen Polykrates skal have benyttet ham til diplomatiske opgaver. Omkring 530 f.Kr. var Pythagoras imidlertid etableret i den græske koloni Kroton i Syditalien, hvor han grundlagde et religiøst fællesskab. Disse pythagoræere var ressourcestærke personer, der snart stod for koloniens styre; efterhånden fik de betydelig magt også indenfor Magna Graecia. Det skabte en storm af modvilje mod dem, og rygter om, at de bedrev trolddom. Mod slutningen af sit liv blev Pythagoras udvist fra Kroton til Metapontion; hans tilhængere blev ligeledes sendt i eksil eller dræbt og deres forsamlingshuse nedbrændt.
Pythagoras skal have giftet sig med en af sine elever, Theano. Oplysningerne om hende er meget modstridende. Breve og fragmenter, der sagdes at være fra hendes hånd, kan være forfalskninger. Theano var et ret almindeligt navn, blandt andet hedder Athenes præstinde i Troja Theano hos Homer; ligesom en af danaiderne hedder Theano. Der kan altså godt have været flere pythagoræere med det samme navn, som så er blevet forvekslet. Der er også modstridende oplysninger om børnene, hun fik med Pythagoras. De fik datteren Damo og sønnen Telauges; takket være Damo blev noget af indholdet i Pythagoras' lære bevaret. Andre opgiver fem børn, pigerne Damo, Arignote og Myia og brødrene Telauges og Mnesarkhos. Theano og hendes døtre skal have været læger. Efter pythagoræernes opfattelse var menneskekroppen en miniature af universet. I en diskussion med lægen Euryphon om fosterets udvikling, skal Theano og døtrene have argumenteret for, at et menneskefoster er levedygtigt efter syvende måned.

## Lære
I løbet af 600-tallet f.Kr. voksede noget frem hos grækerne, som man ikke så hos noget andet folkeslag. De lærte af egypternes beregninger; men hvor egypternes matematik altid havde en praktisk hensigt, enten det gjaldt at få pyramiderne rejst eller at overvåge Nilens oversvømmelser, var det først hos grækerne, at matematik blev dyrket for sin egen skyld, som en rent teoretisk videnskab. Det samme gjaldt astronomien, som de lærte af babylonierne, hvis observationer tjente et rent praktisk formål, nemlig astrologien knyttet til deres religionsudøvelse. Her var det astronomien, grækerne gjorde til en teoretisk disciplin; og ordet "teori" kommer da også af græsk theoria i betydningen "hellig/guddommelig beskuen" (theós = Gud), dvs. en måde at betragte verden på, der er løsrevet fra vore hverdagslige projekter. Det drejer sig om en beskuelse og deraf følgende indsigt, kun for denne indsigts egen skyld. 
Alt i universet blev nu anset som noget, det var muligt for mennesket at kunne nærme sig med sin tanke. Det er fra pythagoræerne, vi har fået ordet "matematik", af græsk mathēmatikē téchnē (= læreteknik, kunsten at lære). En af deres indsigter var, at alt i virkeligheden kan tilbageføres til tal, samt forhold tallene imellem. Det interessante ved Pythagoras' bevægelse er, at man ikke kun skulle frigøre sjælen ved hjælp af askese, men også anså filosofiske tanker og videnskabelige studier som en måde at rense sjælen på, parallelt med et fokus på det fysiske helbred. Mange af antikkens læger var pythagoræere. 
Pythagoras skal have været den første til at indføre begrebet "filosofi" som et ord for at beskrive kærlighed til og interesse for visdom, der hjælper sjælen til at finde sig til rette i kosmos.  Men da han hørte sig omtalt som en af Grækenlands "syv vise mænd" (sofister), skal han have sagt, at han ikke var nogen sofist/vismand, men en filosof - en, der elskede visdom. 
Ligesom Sokrates blev undervist i filosofi af en kvinde, Diotima, blev det sagt, at Pythagoras lærte sine moralske doktriner af Themistoklea, der var præstinde ved oraklet i Delfi.  Pythagoræerne lagde vægt på ægteskabelig troskab for både mænd og kvinder. Deres fællesskab var revolutionerende for sin tid, da det tillod kvinder at være medlemmer. I Iamblichus' liste over pythagoræere findes 218 mandsnavne og 17 kvindenavne. Der er ikke overleveret skrifter fra nogen af disse kvinder, selv om der i senere tid blev præsenteret forfalskninger. 
Pythagoras selv har heller ikke efterladt sig skrifter, og der findes heller ingen detaljerede overleveringer fra hans samtidige, da hans tilhængere måtte sværge tavshed ved optagelsen og aldrig røbe de indsigter, fællesskabet gav dem del i. I de sidste århundreder f.Kr. kom det på mode at præsentere ham ret uhistorisk som en halvguddommelig skikkelse, der var ophav til alt, der var rigtig i græsk filosofi, deriblandt mange af Aristoteles' og Platons tanker. En række skrifter blev forfalsket for at underbygge dette. Ifølge Aristoteles troede folk i Kroton, at Pythagoras var søn af Apollon, og det blev sagt, at "der er guder og mennesker og skabninger som Pythagoras".
Iamblichus fortæller, at da pythagoræerne Myllias og hans gravide kone Timycha blev taget til fange af tyrannen Dionysius, blev Myllias spurgt, hvorfor hans fæller heller ville dø end træde på bønner. Myllias svarede, at han selv hellere ville træde på bønnerne, end forklare Dionysius noget om sagen. Tyrannen lod Myllias føre bort; og Timycha, der blev holdt tilbage, bed angiveligt sin tunge af, så hun ikke under tortur kom til at røbe bevægelsens hemmeligheder. 
Ifølge en legende gik Pythagoras en gang forbi en smedje, da det slog ham, at lyden fra en tung hammer er dybere end lyden fra en lettere. og da han vidste, at to lette lod kan opveje et tungere, stod det klart for ham, at toneintervaller i musikken også kan opfattes som et forhold mellem tal. På et strengeinstrument afgøres tonens højde af strengens længde. For Pythagoras var dette bevis for, at alt i virkeligheden består af tal. Naturfilosofferne i Milet søgte efter "urstoffet", der udgør virkelighedens tilgrundliggende princip; nu kom Pythagoras frem til, at virkelighedens inderste princip i stedet er tal. Hans forhold til tal tog dermed udgangspunkt i det anskuelige. For at markere antal, benyttedes småsten lagt i mønstre.  Og da en lille kalksten på latin hedder calculus, fik man ordet "kalkulering". 
Pythagoras forenede i sin lære matematik og talmystik med musik  (både udøvelse og teori) og forestillingen om sjælens udødelighed. Han skal have fortalt sine tilhængere, at han en gang havde været Aethalides, søn af Hermes, som indrømmede ham et ønske - dog ikke udødelighed. Pythagoras bad om at måtte huske alt, hvad der skete ham, både levende og død. En af de inkarnationer, han skal have påstået at huske, var som Euphorbos, der blev dræbt af Menelaos i Iliaden. Derefter blev han Hermotimos, som i Apollons tempel genkendte Menelaos' skjold (viet til Apollon på hjemrejsen fra Troja). Hans næste inkarnation var som fiskeren Pyrrhos fra Delos, og så Pythagoras. 
Pythagoras har lagt navn til den pythagoræiske læresætning om forholdet mellem længden af siderne i en retvinklet trekant. Princippet var velkendt både for egyptere og babyloniere længe før Pythagoras' tid, når det gjaldt en trekant med målene 3, 4 og 5; men Pythagoras beviste, at princippet gjaldt i alle tilfælde.  Det lyder: Summen af kateternes kvadrater, i en retvinklet trekant, er lig med kvadratet på hypotenusen. I symbolsk notation:
{\displaystyle a^{2}+b^{2}=c^{2}}

## Opdagelsen af irrationale tal
Pythagoræerne var splittet i to grupper, acusmatici, der modtog Pythagoras' mundtlige instruktioner om, hvordan man skal leve (acusmata = "noget, man har hørt"), mens mathêmatici hævdede, at Pythagoras ved sin ankomst til Italien aldrig rigtig fik anledning til at sætte øvrighedens ledende mænd ind i, hvad hans videnskab gik ud på, så det i stedet var mathêmatici, der forvaltede hans videnskab. Hippasos fra Metapontum huskes for historien om, at broderskabet skulle have druknet ham, fordi han havde grublet over kvadratroden af 2, og kommet frem til det, pythagoræerne kaldte et irrationalt tal. Det er Plutarch, som først omtaler en skandale, fordi nogen havde røbet eksistensen af irrationale tal; men Plutarch skriver ikke noget om, at nogen blev straffet for at have røbet fundet. I Pappus af Alexandrias senere version forlyder det imidlertid, at den, der røbede eksistensen af irrationale tal, var blevet druknet som straf. Iamblichus gengiver to versioner: I den ene udvises den skyldige, og en gravsten blev rejst for ham, for rigtig at understrege alvoret; i den anden version druknes personen, men for at have fremvist et diagram af et dodekaeder, en figur sammensat af tolv femsidede flader. Moderne forskere har foreslået, at Hippasos kan have opdaget irrationale tal gennem sit arbejde med et dodekaeder; men ingen antik kilde knytter Hippasos eller dodekaeder til opdagelsen af irrationale tal. Historien om, at Hippasos blev druknet som straf for at have fremvist i offentlighed et diagram af et dodekaeder passer ikke med udviklingen i græsk matematik, hvor det var Theaetetus i 300-tallet f.Kr., der første studerede den mangesidede figur. At fremvise en tolvsiddet figur i offentlighed kunne heller ikke skandalisere nogen. Den mest sandsynlige forklaring er, at et dodekaeder tjente som kultgenstand for pythagoræerne; sådanne figurer er fundet fra forhistorisk tid, udført i sten og bronze. Det kan være Hippasos' arbejde med en hellig genstand, der var årsag til forargelsen.